# Spaceballs
Spaceballs (bra: S.O.S. - Tem um Louco Solto no Espaço; prt: A Mais Louca Odisseia no Espaço) é um filme de comédia e ficção científica estadounidense de 1987, dirigido e estrelado por Mel Brooks, com participações de Rick Moranis, John Candy e Bill Pullman. O filme é uma sátira aos filmes de ficção científica, especialmente a série Star Wars.

## Sinopse
Quando o arrogante Presidente Skroob (Mel Brooks) planeja roubar o fornecimento de ar de seu planeta vizinho Druidia, Lone Starr (Bill Pullman) e seu ajudante homem cão Baba (ing: Barf, interpretado por John Candy) são enviados para resgatar a estragada Princesa Vespa (Daphne Zuniga) das garras de Lord Helmet (Rick Moranis). Mel Brooks faz dois papéis neste filme, como
o Presidente Skroob de o planeta Spaceball e o sábio Yogurt, quem tem sob sua custódia, o poder de a Schwartz (uma paródia da Força).